# Antenne fractale
Une antenne fractale consiste en une antenne de conception fractale ou auto-similaire. Elle vise à maximiser la longueur efficace ou à augmenter le périmètre de matériau (sur les sections internes ou la structure externe) capable de recevoir ou de transmettre un rayonnement électromagnétique dans une surface ou un volume total donné.
On qualifie aussi les antennes fractales de ce type de courbes remplissantes ou courbes à plusieurs niveaux. Leur principale caractéristique se veut la répétition d'un motif sur plusieurs tailles d'échelle ou « itérations ». Pour cette raison, les antennes fractales sont très compactes, multibandes ou à large bande, et ont des applications en télécommunications et dans les communications micro-ondes. La réponse d'une antenne fractale diffère sensiblement de celle des modèles classiques d'antennes, car elle peut bien, voire très bien fonctionner simultanément à plusieurs fréquences. Normalement, les antennes standard sont fabriquées selon leur fréquence d'utilisation, de sorte qu'elles ne fonctionnent bien qu'à cette fréquence.
De plus, la nature fractale de l'antenne permet de réduire sa taille sans devoir recourir à des composantes telles que des inductances ou des condensateurs.

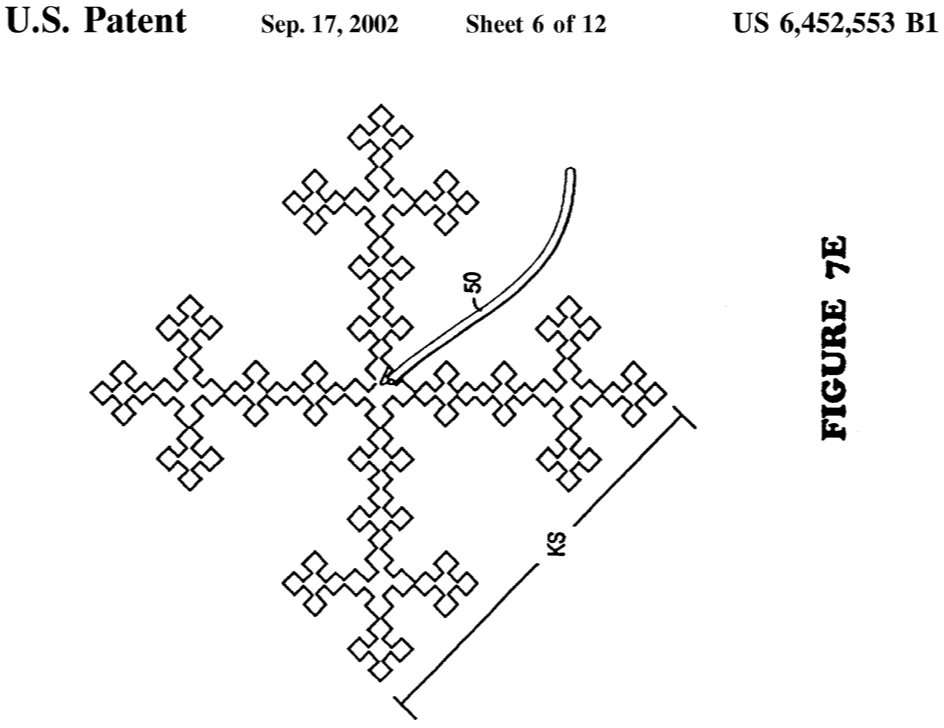
Un exemple d'antenne fractale: une courbe remplissante appelée île de Minkowski ou fractale de Minkowski

## Antennes log-périodiques et fractales
Les premières antennes fractales étaient en fait des réseaux fractals dont les éléments avaient une disposition fractale, et ne possédaient pas initialement d'auto-similarité reconnue. Inventées par Isbell et DuHamel dans les années 1950, les antennes log-périodiques constituent des réseaux fractals de ce type. Les antennes de télévision sont couramment de cette forme en plus d'être en forme de tête de flèche.

## Antennes à élément fractal et performances

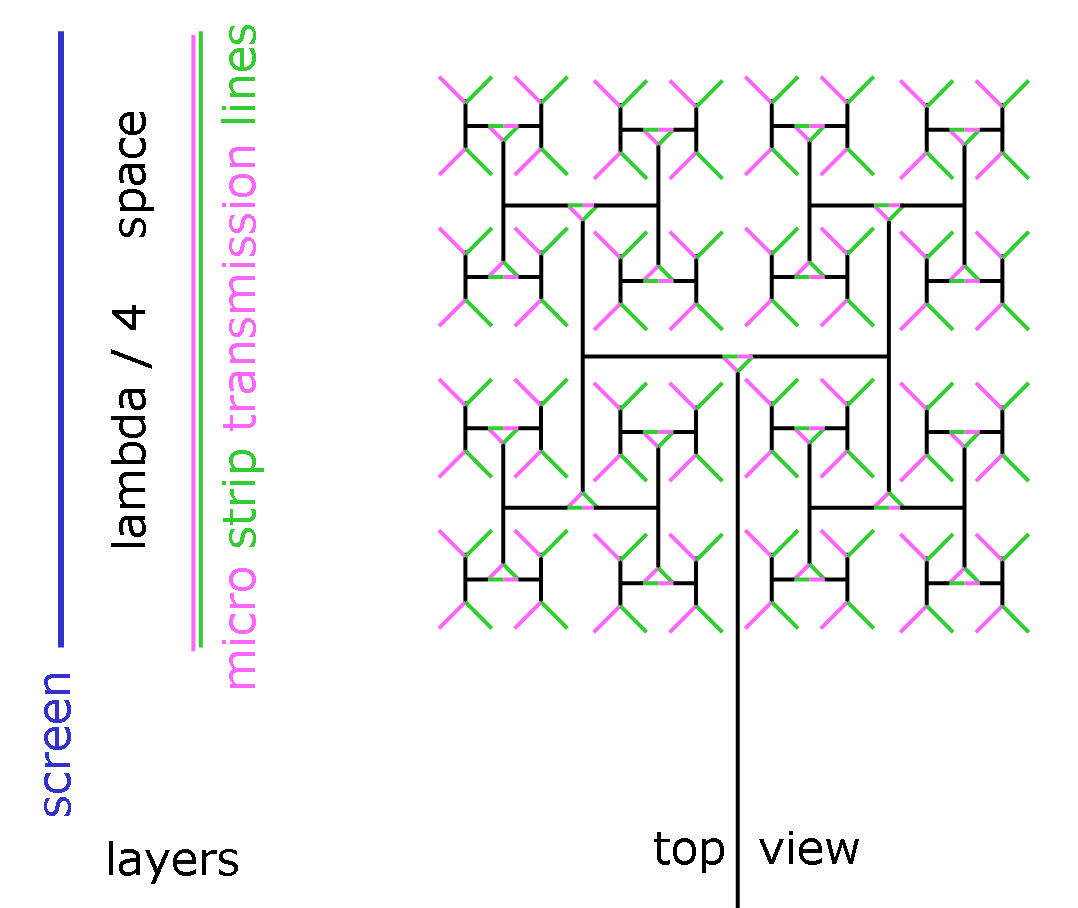
Une antenne fractale à réseau plan (arbre H)

Créés par Nathan Cohen à l'Université de Boston en 1988, les éléments d'antenne (par opposition aux réseaux d'antennes, généralement non considérés comme des antennes fractales) sont fabriqués à partir de formes auto-similaires. En 1995, une première publication portant sur une variété de conceptions d'antennes fractales marque la première publication scientifique sur le sujet.
De nombreuses antennes à éléments fractals recourent à la structure fractale comme une combinaison virtuelle de condensateurs et d'inductances. Ainsi, l'antenne possède de nombreuses résonances qu'il est possible d'ajuster grâce à la bonne conception fractale. Cette complexité des résonances résulte du courant sur la structure, courant à l'agencement complexe causé par la capacité propre et l'inductance. En général, malgré leur longueur électrique effective supérieure, les antennes à élément fractal en tant que telles sont plus petites, toujours en raison de cette charge réactive.
Ainsi, les antennes à élément fractal sont plus petites que les conceptions classiques. De plus, elles ne nécessitent pas de composantes supplémentaires, en supposant que la structure possède l'impédance d'entrée résonante souhaitée. En général, la dimension fractale d'une antenne ne peut servir à prédire ses performances et ses applications. Ce ne sont pas toutes les antennes fractales qui fonctionnent bien pour un ensemble d'applications donné. On utilise couramment les méthodes de recherche informatique et les simulations d'antennes pour déterminer les conceptions répondant le mieux aux besoins de l'application.
Des études menées dans les années 2000 ont montré les avantages des éléments fractals dans des applications réelles telles que la RFID et la téléphonie cellulaire. Les avantages des antennes fractales consistent en de bonnes performances multibandes, une large bande passante et une petite surface. Le gain dans les petites tailles résulte d'une interférence constructive avec plusieurs maxima de courant, fournie par la structure électriquement longue comprise dans une petite surface.
Certains chercheurs ont contesté les performances supérieures des antennes fractales. En 2003, Steven R. Best a observé que « la géométrie de l'antenne seule, fractale ou autre, ne détermine pas uniquement les propriétés électromagnétiques de la petite antenne ». En 2011, après avoir synthétisé de nombreux articles sur le sujet, Robert C. Hansen et Robert E. Collin ont conclu qu'elles n'offraient aucun avantage sur les dipôles gras, les dipôles chargés ou les boucles simples, et que les non-fractales sont toujours meilleures. Dans un compte-rendu de plusieurs antennes fractales, Balanis leur a trouvé des performances équivalentes aux antennes électriquement petites. Les caractéristiques électromagnétiques des antennes log-périodiques, quant à elles, sont uniquement déterminées par la géométrie de leur angle d'ouverture,.

## Antennes fractales, invariance de fréquence et équations de Maxwell
Autre caractéristique utile de certaines antennes à élément fractal : leur aspect auto-échelonnant. En 1957, V.H. Rumsey présente des résultats dans lesquels l'une des exigences pour rendre les antennes « invariantes » (possédant les mêmes propriétés de rayonnement) à un certain nombre de fréquences ou dans une certaine plage de celles-ci était l'échelonnage défini par l'angle. Dès 1948, Y. Mushiake démontre des résultats similaires dans les antennes indépendantes en fréquence possédant une auto-complémentarité.
On croyait que les antennes devaient être définies par leur angle pour que ce soit vrai, mais en 1999, on découvrit que l'autosimilarité était l'une des exigences sous-jacentes pour rendre invariantes la fréquence et la bande passante des antennes. En d'autres termes, l'aspect auto-similaire était l'exigence sous-jacente, en plus de la symétrie d'origine, pour l'« indépendance » de fréquence. Les antennes définies par leur angle sont auto-similaires, mais l'inverse n'est pas nécessairement vrai : d'autres antennes auto-similaires sont indépendantes de la fréquence sans être définies par leur angle.
Cette analyse reposant sur les équations de Maxwell a montré que les antennes fractales offrent une forme fermée et un aperçu unique de la propriété d'invariance des équations de Maxwell, un aspect essentiel des phénomènes électromagnétiques. Ceci est maintenant connu sous le nom de principe HCR. Les travaux antérieurs de Mushiake sur l'auto-complémentarité se sont avérés limités à la régularité de l'impédance, comme attendu du principe de Babinet, mais pas à l'invariance de fréquence.

## Autres utilisations
En plus de leur utilisation comme antennes, les fractales ont également trouvé une application dans d'autres composantes de systèmes d'antennes, notamment les charges, les contrepoids et les plans de masse.
En même temps que les antennes à éléments fractals, on découvrit et inventa les inducteurs fractals et les circuits accordés fractals (résonateurs fractals). Les métamatériaux en constituent un exemple émergent. Une invention récente démontre l'utilisation de résonateurs fractals compacts dans la fabrication de la première cape d'invisibilité, cape faite de métamatériaux à large bande aux fréquences micro-ondes,.
Les filtres fractals (un type de circuit accordé) constituent un autre exemple de la supériorité de l'approche fractale pour une taille plus petite et un meilleur rejet,,.
Étant donné qu'on peut utiliser les fractales comme contrepoids, charges, plans de masse et filtres, parties pouvant être intégrées aux antennes, on les considère comme faisant partie de certains systèmes d'antennes. Par conséquent, on en discute dans le contexte des antennes fractales.

## Voir également
- Guide d'ondes (électromagnétisme)